# قرار مجلس الأمن التابع للأمم المتحدة رقم 1468
قرار مجلس الأمن التابع للأمم المتحدة رقم 1468، المتخذ بالإجماع في 20 آذار / مارس 2003، بعد التذكير بالقرارات السابقة بشأن الحالة في جمهورية الكونغو الديمقراطية، رحب المجلس بالاتفاق على تشكيل حكومة انتقالية، وطلب زيادة وجود بعثة الأمم المتحدة في جمهورية الكونغو الديمقراطية في منطقة إيتوري في شرق البلاد وسط تصاعد العنف.

## القرار

### أعمال
ورحب القرار باتفاق الأطراف الكونغولية في 6 آذار / مارس 2003 على تشكيل حكومة انتقالية وحث الأطراف على القيام بذلك في أقرب وقت ممكن دون تأخير. وأدان المذابح والانتهاكات الأخرى للقانون الدولي الإنساني وحقوق الإنسان، ولا سيما ضد النساء والفتيات، وأنشطة حركة تحرير الكونغو والتجمع من أجل الديمقراطية الكونغولية واتحاد الوطنيين الكونغوليين في إيتوري. وحث المجلس على ضرورة تقديم أسماء الضباط العسكريين المذكورة في تقرير المفوضية السامية لحقوق الإنسان إلى العدالة. وفي هذا الصدد، تم حث الأطراف الكونغولية على أخذ ذلك في الاعتبار عند تعيين أعضاء للحكومة الجديدة وإنشاء لجنة الحقيقة والمصالحة واحترام حقوق الإنسان والقانون الإنساني الدولي.
وفي غضون ذلك، طُلب من الأمين العام كوفي عنان زيادة عنصر حقوق الإنسان في بعثة منظمة الأمم المتحدة في جمهورية الكونغو الديمقراطية ووجود العملية في منطقة إيتوري. وأعرب مجلس الأمن عن قلقه إزاء القتال الدائر في مدينة بونيا، ودعا إلى وقف إطلاق النار والوقف الفوري للأعمال العدائية. وطالب جميع الحكومات في منطقة البحيرات العظمى بوقف الدعم العسكري والمالي للأطراف المشاركة في النزاع المسلح في إيتوري، وأن تسحب أوغندا قواتها، وأن تمتنع رواندا عن إعادة قواتها إلى جمهورية الكونغو الديمقراطية. كما كان هناك قلق من التوترات بين أوغندا ورواندا ووكلائهما في جمهورية الكونغو الديمقراطية، وحث جميع الأطراف على ضمان سلامة المدنيين وأفراد البعثة في منطقة إيتوري.
وكرر المجلس الإعراب عن قلقه إزاء نقص المعلومات فيما يتعلق باستخدام وتجنيد الأطفال كجنود وحماية الأطفال على النحو المذكور في القرار 1460 (2003)، وكذلك المطالب الواردة في القرارات 1261 (1999) و1314 (2000) و 1379 (2001). علاوة على ذلك، طالب القرار بالوصول دون عوائق إلى آلية التحقق التابعة للطرف الثالث وبعثة منظمة الأمم المتحدة في جمهورية الكونغو الديمقراطية من أجل تقييم مزاعم وجود القوات الرواندية على الأراضي الكونغولية والدعم الذي تقدمه الحكومة الكونغولية للجماعات المسلحة في شرق البلاد.
وأخيراً، تم تقديم الدعم الكامل للمرحلة الثالثة من انتشار بعثة منظمة الأمم المتحدة في جمهورية الكونغو الديمقراطية وفقاً للقرار 1445 (2002).

## روابط خارجية
- نص القرار في undocs.org